# Marosán György (tanár)
Marosán György (számos helyen: ifj. Marosán György) (Budapest, 1946. március 11. –) okleveles fizikus, a filozófia tudományok kandidátusa, a Budapesti Gazdaságtudományi Egyetem Külkereskedelmi Karának Vállalkozási tanszékének tanára, Marosán György politikus fia.

## Életpályája
1969-ben végezte el az ELTE fizikus szakot és okleveles fizikus lett. 1969 és 1971 között a Csepeli Fémműnél dolgozott kutatómérnökként. 1971 és 1974 között a Központi Fizikai Kutató Intézetnél (KFKI) volt tudományszervező. 1974-ben a Marxizmus-Leninizmus Esti Egyetem társadalomtudományi szakát végezte el. 1974–1975-ben katonai szolgálatot teljesített. Az 1975 és 1978 közötti aspirantúrát követően 1978-ban a filozófiai tudományok kandidátusa lett.
1978 és 1981 között az	Országos Műszaki Fejlesztési Bizottság  osztályvezetőjeként dolgozott. 1981 és 1984 között az Ipari Minisztériumban megszervezte és vezette a Technova Szakosított Pénzintézetet. 1984 és 1988 között a MSZMP Központi Bizottsága Tudományos, Közoktatási és Kulturális Osztályának (TKKO) munkatársa. 1988–1989 között a Németh-kormány miniszterhelyetteseként a Minisztertanács Sajtóirodájának vezetője volt. 1989–1990-ben a Magyar Hitel Bank Rt. ügyvezető igazgatójaként az ő feladata volt a kisvállalkozási üzletág megszervezése, majd 1990-91-ben megszervezte a Magyar Vállalakozásfejlesztési Alapítványt (MVA), amelynek az ügyvezető igazgatója volt.
1992-től a BGF Külkereskedelmi Főiskola tanára volt. 2016. január 1-jétől a Budapesti Gazdaságtudományi Egyetem óraadó egyetemi tanára.
Több mint 45  publikációja jelent meg az innováció, a gazdasági rendszerváltás, és a stratégiai, illetve az emberi erőforrás-menedzsment témakörében.

## Szakmai szervezeti tagságai
- Alapító tagja a Magyar Közgazdasági Társaság Kommunikációs szakosztályának.
- Alapító tagja a Munkaügyi Közvetítői és Döntőbírói Szolgálatnak
- Szkeptikus Társaság tagja[2]

## Kutatási/oktatási  területei
- Vállalatgazdaságtan, stratégiai menedzsment, emberi erőforrás menedzsment, szervezés és vezetés.

## Főbb publikációi

### Könyvei
- Újítás és kockázat (1986)
- Befektetési étlap (1992)
- Stratégiai menedzsment (1996)
- A siker receptje (2003)
- A 21. század stratégiai menedzsmentje (2006)
- Hogyan készül a történelem? (2006)
- A káosz peremén egyensúlyozva. Útikalauz jövőkutatóknak. (Egybegyűjtött írások. Budapest, 2017. magánkiadás)

### Főiskolai jegyzetei
- Működő vállalkozások vezetése (1997)
- Karrierépítés (1998)
- Stratégiai vezetés (1998)

## Internetes publikációk
„Ha a nép nem zavar el egy diktátort, azt nem azért nem teszi, mert elégedett vele. Inkább azért tart ki mellette, mert nem lát kormányképes alternatívát.”

– 